# Bitoma paradisea
Bitoma paradisea is een keversoort uit de familie somberkevers (Zopheridae). De wetenschappelijke naam van de soort werd in 1930 gepubliceerd door Willis Stanley Blatchley.